# Patrick O'Hara
Pour les articles homonymes, voir O'Hara.
Patrick O'Hara est un chef d'entreprise et homme politique canadien originaire du Québec.

## Biographie
Ancien gestionnaire d'un restaurant, la Cage aux sports à Saint-Constant, Patrick O'Hara dirige une entreprise de pneus lorsqu'il se lance en politique. Il est investi en février 2021 comme candidat du Bloc québécois dans Châteauguay—Lacolle, une circonscription gagnée par à peine 600 voix en 2019 par Brenda Shanahan, du Parti libéral du Canada.
Le 20 septembre, après la nuit électorale, le score dans la circonscription est trop serré pour déclarer un vainqueur. Une fois l'intégration du vote postal réalisée, la victoire de Patrick O'Hara est confirmée par Élections Canada le 22 septembre, avec 606 voix d'avance. Mais, la victoire est de courte durée puisqu'après une demande de recomptage demandée par le Parti libéral, la candidate libérale sortante l'emporte par 12 voix.